# Ernst Friedrich Wyneken

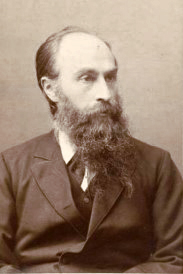
Ernst Wyneken um 1880

Ernst Friedrich Wilhelm Wyneken (* 12. April 1840 in Bützfleth; † 21. September 1905 in Edesheim (Northeim)) war ein deutscher evangelischer Theologe, Pädagoge, Schriftsteller, Philosoph und Sozialpolitiker.

## Leben
Geboren wurde Wyneken im Pfarrhaus in Bützfleth bei Stade als Sohn des Pastors Gustav Burghard Wyneken (späteren Superintendenten in Mulsum) und dessen Ehefrau Adolphine Antoinette, geb. Kobbe, am 12. April 1840. Zunächst von seinem Vater und einem Hauslehrer vorbereitet, besuchte er von seinem 15 Jahre an das Domgymnasium Verden, welches er Ostern 1859 mit dem Reifezeugnis verließ, um ein theologisches Studium zu beginnen. Das erste Semester verbrachte er an der Universität Tübingen, dann wechselte er zur Universität Göttingen und im Anschluss Berlin. Nach abgelegtem ersten theologischen Examen war er in den Jahren 1863 bis 1865 als Hauslehrer tätig. Nach dem zweiten theologischen Examen widmete er sich philosophischen und historischen Studien. Er wechselte Ostern 1865 wieder zur Universität Göttingen und wurde Mitglied der historischen Sozietät bei Hans Waitz, unter dessen Leitung er selbständig historisch zu forschen lernte. Vor allem war aber der berühmte Philosoph Hermann Lotze  von großem nachhaltigem Einfluss auf ihn. Dieses akademischen Lehrers gedachte er auch zeitlebens mit ganz besonderer Hochachtung und Verehrung.
Im Jahre 1867 wurde Wyneken Lehrer an einer Höheren Töchterschule in Hannover. Dort entstand seine philosophische Untersuchung „Das Naturgesetz der Seele, oder Herbart und Schopenhauer, eine Synthese“, mit der er 1869 in Göttingen zum Doktor philosophiae promovierte. Die in dieser Schrift niedergelegte originelle psychologisch-philosophische Idee wurde der leitende Grundgedanke für fast alle sine späteren wissenschaftlichen Arbeiten, die Theologischen nicht ausgenommen. Herzog Adolph von Nassau, späterer Großherzog von Luxemburg, auf den begabten jungen Gelehrten und Pädagogen aufmerksam gemacht, berief ihn im Jahre 1870 zum Lehrer seines Sohnes Franz Joseph von Nassau. So machte er als Prinzenerzieher ausgedehnte Reisen in den südlichen Ländern und hatte Gelegenheit, mit mehreren hochgestellten Persönlichkeiten in nähere Berührung zu kommen. Obwohl er mit dem Herzog Adolph von Nassau nicht in allen Punkten seiner politischen Anschauung übereinstimmte und ihm gegenüber auch nicht damit zurückhielt, so erwarb er sich doch das volle Vertrauen des Herzogs und der übrigen fürstlichen Familienmitglieder. Auch später blieben sie in dauerndem Kontakt.
Nach Beendigung seiner lehrenden und erzieherischen Tätigkeit im nassauischen Fürstenhaus wandte sich Wyneken 1874 der Journalistik zu; er wurde Herausgeber der „Deutschen Blätter“, in denen er selber eine Reihe bedeutsamer Aufsätze besonders über soziale Probleme veröffentlichte.
Kurze Zeit später übernahm er die Direktion der Höheren Töchterschule Stade. Aufgrund eines disziplinarischen Vergehens gegen ihn, wegen interner Kritik an der Annexion Hannovers musste er seine Direktorenstelle aufgeben. Er wurde am 23. April 1883 ordiniert und trat zum 1. Mai 1883 eine Pfarrstelle in Edesheim an. Zuvor hatte er das Konsistorium um eine Pfarrstelle gebeten, von der er die Göttinger Bibliothek leicht erreichen konnte, und die ihm neben der Arbeit in der Gemeinde auch freie Zeit zu Privatstudien gewährre. Dieser Wunsch wurde ihm durch Übertragung des Pfarramts Edesheim. erfüllt. Dort hat er als Pastor 22 Jahre, bis zu seinem Tode, gewirkt.
Mit Theodor Lohmann stand Wyneken in freundschaftlichem Kontakt, wie der Brief vom 27. Mai 1883 des geheimen Oberregierungsrates über den Reichstag und den Reichskanzler Bismarck belegt.
Eine Reihe von Abhandlungen, welche als selbständige Hefte erschienen oder in verschiedenen Zeitschriften zum Abdruck kamen, bezeugen die Vielseitigkeit seines Wesens und Wissens.
Bis wenige Wochen vor seinem Tode ist Wyneken literarisch tätig gewesen. Neben theologischen und philosophischen Problemen beschäftigte ihn die soziale Frage immer mehr und mehr. So gründete er auch in Anschluss an Stöde, mit dem er in den späteren Jahren persönlich befreundet wurde, in Hannover eine besondere Gruppe der kirchlich-sozialen Konferenz und suchte in Versammlungen, die er alljährlich gelegentlich der Hannoverschen Pfingstkonferenz berief, das Interesse für die sozialen Aufgaben der Kirche in weiteren Kreisen zu wecken.
Von seinem groß angelegten Werk erschien zu Neujahr 1901 der erste Band: „Das Ding an sich und das Naturgesetz der Seele, eine neue Erkenntnistheorie“, Die Vollendung des ganzen Werkes war ihm nicht vergönnt.
Den zweiten Teil: „Das Naturgesetz der Seele und die menschliche Freiheit,“ konnte er noch fast vollständig ausarbeiten, den letzten „Die menschliche Freiheit und der göttliche Ratschluss,“ nicht einmal mehr in Umrissen fertig skizzieren. Sein ältester Sohn, Gustav Wyneken, gab 1906 den zweiten Band heraus.
Von der theologischen Fakultät der Universität Königsberg wurde er anlässlich der Kantfeier am 12. Februar 1904 in Anerkennung der hervorragenden Bedeutung seines Hauptwerkes zum Doktor theologiae honoris causa promoviert.